# Mesa Vista (Kalifornija)
Mesa Vista je naseljeno područje za statističke svrhe u američkoj saveznoj državi Kalifornija. Prema popisu stanovništva iz 2010. u njemu je živjelo 200 stanovnika.